# Lauren Hays
Lauren Hays (* 21. Mai 1968 in Fairfax, Virginia als Laura Lynn Thorsen) ist eine US-amerikanische Schauspielerin und Moderatorin. Unter dem Namen Laura Lynn ist sie auch als Country-Sängerin tätig.

## Biografie
Lauren Hays begann ihre Filmkarriere 1992 mit dem Film American Eiskrem 3 1/2 (Meatballs 4) und spielte bis 2003 in vielen Erotikfilmen für den DVD- und Fernsehmarkt mit. Außerdem war sie mehrfach in kleineren Nebenrollen in Fernsehserien wie Palm Beach-Duo oder Renegade – Gnadenlose Jagd sowie in Hauptrollen in den Erotik-Serien Hotel Erotica und Thrills zu sehen.
Sie ist verheiratet mit dem Country-Sänger Lucas Hoge und tritt gemeinsam mit ihm auf. Unter dem Namen Laura Lynn veröffentlichte sie 2006 auch ein gleichnamiges Album mit eigener Musik.

## Filmografie
- 1992: American Eiskrem 3 1/2 (Meatballs 4)
- 1992, 1996: Palm Beach-Duo (Silk Stalkings) (Fernsehserie, 2 Folgen)
- 1994: The Great Bikini Off-Road Adventure
- 1997: Rebeccas Geheimnis (Rebecca's Secret)
- 1997: Partnertausch mit Folgen (Dangerous Invitation)
- 1997: Renegade – Gnadenlose Jagd (Fernsehserie, 1 Folge)
- 1998: Akte Sex: Love Matrix (Digital Sex)
- 1998: Heißer Sommer in L.A. (Club Wild Side)
- 1998: Life of a Gigolo
- 1999: Akte Sex: Alien Erotica (The Alien Files)
- 1999: Ranch der Leidenschaft (Temptations)
- 1999: Real Life – die Strippschule (Stripper Wives)
- 1999: Web of Seduction
- 2001: Thrills (Fernsehserie, 13 Folgen)
- 2001: Bikini Bash
- 2002: Hotel Erotica (Fernsehserie, 13 Folgen)
- 2002: Perfectly Legal
- 2003: Womb Raider